# 陈化兰
陈化兰（1969年3月—），甘肃靖远人，女，中国兽医学家。她主要关注禽流感疫苗的研制。九三学社中央常委、中国科学院院士、第十四届全国政协委员、中华全国妇女联合会副主席（兼）。

## 生平

### 教育经历
1991年获甘肃农业大学兽医学士学位，1994年获甘肃农业大学兽医病理专业硕士学位，1997年获中国农业科学院研究生院传染病与预防兽医学专业博士学位。1999年至2002年曾在美国疾病控制中心流感分中心做博士后研究。
2023年，当选为中华全国妇女联合会第十三届副主席（兼）。

## 奖项和荣誉
曾获中国青年女科学家奖、何梁何利基金科学与技术创新奖、中国青年科技奖、全国五一劳动奖章、中国青年五四奖章等国内荣誉。2013年被选为《自然杂志》十大科学人物，2016年获世界杰出女科学家成就奖。2018年1月，当选第十三届全国政协委员。

## 外部連結
« Toutes les souches de la grippe sont potentiellement dangereuses » : entretien avec Hualan Chen （页面存档备份，存于） dans Sciences et Avenir （法文）